# Myrmoborus
A Myrmoborus a madarak osztályának verébalakúak (Passeriformes) rendjébe és a hangyászmadárfélék (Thamnophilidae) családjába tartozó nem.

## Rendszerezésük
A nemet Jean Cabanis és Ferdinand Heine  német ornitológusok írták le 1859-ben, az alábbi fajok tartoznak ide:
- Myrmoborus melanurus
- Myrmoborus lophotes[1] vagy Percnostola lophotes[2]
- Myrmoborus myotherinus
- Myrmoborus leucophrys
- Myrmoborus lugubris

## Előfordulásuk
Dél-Amerika területén honosak. A természetes élőhelyük a szubtrópusi vagy trópusi esőerdők, mocsári erdők, szavannák és cserjések. Állandó, nem vonuló fajok.

## Megjelenésük
Testhosszuk 12–14,5 centiméter közötti.

## Életmódjuk
Rovarokkal és valószínűleg pókokkal táplálkoznak.